# Herbert Prochazka
Herbert Prochazka (* 23. August 1923 in Groß-Priesen (Velké Březno), Tschechoslowakei; † 11. März 2007 in Bruckmühl) war ein deutscher Politiker (GB/BHE, GDP, CSU).

## Leben und Beruf
Nach dem Besuch der Volksschule, dem Humanistischen Gymnasium in Brünn, dem Realgymnasium in Marienthal bei Olmütz sowie der Oberschule in Freudenthal absolvierte Prochazka ab 1939 eine kaufmännische Ausbildung in der Eisenwarenindustrie, die er 1941 mit der Prüfung zum Industriekaufmann abschloss. Anschließend wurde er zum Heer (Wehrmacht) eingezogen und nahm als Soldat am Zweiten Weltkrieg teil. Nachdem er in der Schlacht von Stalingrad eine schwere Verwundung erlitten hatte, wurde er 1944 als Schwerkriegsbeschädigter entlassen. Er übernahm dann bis zum Kriegsende die Leitung eines Wehrertüchtigungslagers in Großwaltersdorf.
Prochazka wurde 1945 im Lager Hodolein bei Olmütz in Nordmähren interniert und erlitt während seiner Haft schwere Misshandlungen. Nach seiner Entlassung siedelte er als Heimatvertriebener in die  Trizone über und ließ sich in Kirchdorf am Haunpold bei Bruckmühl nieder. In der Nachkriegszeit in Deutschland war er hier als Mitarbeiter in den väterlichen Generalvertretungen tätig. Er arbeitete 1956–1958 als Versandleiter in einer Kleiderfabrik in Rosenheim, war 1963/64 als Bankdirektor in München tätig und wurde im Mai 1965 geschäftsführender Direktor der Gesellschaft für Technik und Rationalisierung im kommunalen und landwirtschaftlichen Bereich (TKL-GmbH & Co. KG) mit Sitz in Göggingen und Landsberg am Lech. Außerdem wirkte er als Aufsichtsratsvorsitzender bei der Gemeinnützigen Baugenossenschaft in Bruckmühl. 1971 wurde er Direktor der Fa. Heimhausbau-Füssinger-Hotelbau Pocking. Später nahm er eine Tätigkeit als Klinikdirektor auf.
Neben seiner beruflichen Tätigkeit engagierte sich Prochazka in verschiedenen Vertriebenenorganisationen. So war er unter anderem stellvertretender Bezirksobmann der Sudetendeutschen Landsmannschaft Oberbayern, Kreisvorsitzender des Bundes der Vertriebenen und Mitglied des Witikobundes. Außerdem gehörte er dem Präsidium der Deutsch-Slowakischen Gesellschaft an und war Mitglied im Sozialverband VdK Deutschland.

## Partei
Prochazka beantragte am 17. Juni 1941 die Aufnahme in die NSDAP und wurde zum 1. September desselben Jahres aufgenommen (Mitgliedsnummer 8.639.743). Er schloss sich dann Anfang der 1950er Jahre dem GB/BHE an, war für diesen 1953–1956 hauptamtlich tätig und widmete sich vor allem sozialpolitischen Themen. Er wurde 1961 Mitglied der GB/BHE-Nachfolgepartei Gesamtdeutsche Partei und zum Vorsitzenden des GDP-Kreisverbandes Rosenheim sowie des GDP-Kreisverbandes Bad Aibling gewählt. Außerdem war er Vorsitzender des GDP-Bezirks Oberbayern, stellvertretender Landesvorsitzender der GDP Bayern und Mitglied im Bundesausschuss der Partei. Ende der 1960er Jahre wechselte er zur Christlich-Sozialen Union in Bayern über. Später war er Vorsitzender des Arbeitskreises Deutschland-Ostpolitik der CSU in Niederbayern.

## Abgeordneter
Prochazka war Kreistagsmitglied des Kreises Bad Aibling und wurde 1958 in den Bayerischen Landtag gewählt, dem er bis 1962 angehörte. 1960 wurde er von Ministerpräsident Hans Ehard als Mitvorsitzender in den Hauptausschuss der Ausgewiesenen und Flüchtlinge in Bayern berufen. Von 1959 bis 1962 war er Mitglied der Interparlamentarischen Arbeitsgemeinschaft in Bonn.
Dem Deutschen Bundestag gehörte Prochazka von der Bundestagswahl 1965 bis 1969 sowie vom 18. September 1972, als er für den ausgeschiedenen Abgeordneten Valentin Dasch nachrückte, bis zum Ende der Wahlperiode vier Tage später an. Als Mitglied der GDP wurde er 1965 über ein Wahlbündnis mit der CSU ins Parlament gewählt. Anschließend war er im Bundestag Gast der CDU/CSU-Fraktion. Er war in beiden Wahlperioden über die Landesliste Bayern ins Parlament eingezogen.
Während seiner Zeit im Bundestag wurde er am 17. Juni 1968 von der Polizei in Bonn als „hilflose Person“ aufgelesen. Im Streifenwagen gab er dann nationalsozialistisches und antisemitisches Gedankengut wieder: „Ein Volk, ein Reich, ein Führer – wir werden immer dürrer. Die Juden immer fetter – Adolf Hitler ist der Retter!“. Seiner politischen Karriere schadete dies nicht.

## Ehrungen
- 1973: Verdienstorden der Bundesrepublik Deutschland, Bundesverdienstkreuz 1. Klasse
- 1983: Großes Bundesverdienstkreuz